# Amadeu Baptista
Amadeu Baptista (* 6. Mai 1953 in Porto) ist ein portugiesischer Lyriker und Übersetzer.

## Leben und Werk
Baptista studierte Literaturwissenschaften an der Universität Porto. Seine erste Veröffentlichung hatte er im Jahr 1982 mit einem Gedichtband, dem dreißig weitere folgten. Auch als Blogger und Kinderbuchautor ist er tätig wie auch als Übersetzer, vor allem aus dem Spanischen und Neugriechischen.
International war er durch Beiträge und Gedichte in Anthologien, Zeitungen und Magazinen vertreten, vor allem in Nord- und Südamerika, Spanien, Frankreich, Großbritannien, Italien und Rumänien. Übersetzt wurden seine Gedichte ins Deutsche, Kastilische, Katalanische, Kroatische, Französische, Hebräische, Englische, Italienische und Rumänische.
Amadeu Baptista lebt in Vila Nova de Gaia.

## Preise (Auswahl)
- Prémio Espiral Maior, (Spanien)
- Prémio Nacional Sebastião Gama
- Prémio Manuel Maria Barbosa du Bocage
- 2003: Premio Vitor de Sa
- 2003: Premio Teixeira de Pascoaes
- 2008: Prémio Nacional de Poesia Natércia Freire
- 2008: Prémio Literário João Lúcio
- 2008: Prémio Edmun do Bettencourt Cidade do Funchal
- 2025: Grande Prémio de Poesia Gil Vicent[1]

## Werk (Auswahl)
- As Passagens Secretas, Lyrik.
- Paixão, Lyrik.
- Poemas de Caravaggio, Lyrik.
- Os Selos da Lituânia, Lyrik.